# Pimple Does the Turkey Trot
Pimple Does the Turkey Trot è un cortometraggio muto del 1912 diretto da W.P. Kellino.

## Trama
Pimple imita i ballerini ma si trova nelle grane con la polizia che lo vuole arrestare.

## Produzione
Il film fu prodotto dalla EcKo.

## Distribuzione
Distribuito dalla Cosmopolitan Films, il film - un cortometraggio di 89,9 metri - uscì nelle sale cinematografiche britanniche nell'ottobre 1912.